# Casa Modernista (Rio de Janeiro)
A Casa Modernista no Rio de Janeiro, também chamada de Casa Nordschild, foi projetada por Gregori Warchavchik e inaugurada em 22 de outubro de 1931. Aproveitando terreno inclinado, Warchavchik foi um projeto bastante inusitado para a época. Surpreenderam ainda as linhas retas e a ausência de adorno, o terraço e o uso de materiais nacionais. Localizava-se na Rua Toneleros, 138, no bairro de Copacabana e foi demolida em 1954.

## História
Projetada por Warchavchik para o empresário alemão William Nordschild e sua esposa, Elfriede Ebert Nordschild, ficava localizada em Copacabana, na rua Toneleiros, 138. Quando foi inaugurada houve exposição das obras de Anita Mafalti, Tarsila do Amaral e Cícero Dias com a presença de personalidades como Manuel Bandeira, Sérgio Buarque de Holanda, Lúcio Costa, Alberto Guignard, Cícero Dias, General Leite e Castro ( ministro vida Guerra), José Américo de Almeida (ministro da viação), o arquiteto Frank Lloyd Wright, um dos mais renovados da época. Wright, que estava na cidade do Rio para integrar uma banca compareceu à vernissage e posou ao lado de Warchavchik e de Lúcio Costa.
A casa foi visitada por Frank Lloyd Wright, quando este esteve no Brasil em 1931.

### Pormenores
Também conhecida como Casa William Nordschild teve seu projeto iniciado em 1930 sendo sua obra concluída em 1931. Warchavchik desenhou o mobiliário da casa e que foi executado por Laubistch & Hirth. Já o projeto de paisagismo ficou por conta de Mina Warchavchik.
Esse projeto foi apresentado à prefeitura como um projeto clássico, à época uma imposição. Mas a casa foi concluída sem os adornos típicos de uma construção clássica. O arquiteto alegou falta de dinheiro para adornar a residência. A Casa William Nordschild foi demolida em 1954.

### Principais características
- Alvenaria de tijolos

- Concreto armado

- Piso de taboado

- Telha de barro

- Fachada livre

- Janela em fita[2]

## O Arquiteto
Warchavchik nasceu em território ucraniano quando esse era parte da Rússia, em 1886.  Ingressou na universidade de arquitetura, mas como o início da Revolução Russa, em 1917 muda-se para a Itália, onde foi aluno do Reggio Istituto Superiori di Belle Arti de Roma concluindo seus estudos em 1920. Chega só Brasil em 1923.
Em 1925 escreve para o Correio da Manhã o texto intitulado "acerca da arquitetura Moderna". Abaixo um trecho do que é considerado o primeiro manifesto da arquitetura moderna no Brasil:
“O arquiteto, educado no espírito das tradições clássicas, não compreendendo que o edifício é um organismo construtivo cuja fachada é sua cara, prega uma fachada postiça, imitação de algum velho estilo, e chega muitas vezes a sacrificar as nossas comodidades por uma beleza ilusória (…) Abaixo as decorações absurdas e viva a construção lógica, eis a divisa que deve ser adotada pelo arquiteto moderno”. 
O discurso de ruptura com o clássico proposto no manifesto e depois concretizado em suas obras leva a influência de Le Corbusier, o arquiteto que propôs os cinco pontos da arquitetura moderna.

### Primeira Casa Moderna no Brasil e Casa Nordschild
Em 1928 projetou a primeira casa moderna no Brasil, e que foi construída para ser o seu lar, localizada na Vila Mariana em São Paulo. Nela morou com a sua esposa Mina Klabin. No ano seguinte foi construída a Casa Modernista da Rua Itápolis e em 1930 foi a vez da construção da Casa Modernista da Rua Bahia, ambas também em São Paulo. A Casa Modernista na rua Tonelero, em Copacabana, Rio de Janeiro, foi construída em 1931, época em que Warchavchik lecionava Arquitetura na Escola Nacional de Belas Artes do Rio.

## Significado Histórico e Social
O nascimento da arquitetura moderna acontece com o uso de novas técnicas e materiais durante o século XIX. O aço e o ferro dariam novas possibilidades aos projetos dos arquitetos que iniciaram o esboço do que viria a ser de fato a arquitetura Modernista.
Warchavchik chegou a São Paulo em 1923, época em que a referência em arquitetura ainda era a francesa. Em 1922 havia acontecido a Semana de Arte Moderna e o arquiteto teve contato direto com os artistas desse movimento que propunha um novo modo de fazer arte. A mesma visão defendida por ele no manifesto que propunha uma ruptura com a arquitetura clássica.